# 할리우드 레코드
할리우드 레코드(Hollywood Records)는 미국의 음반사이다. 1989년 설립되었으며, 현재는 디즈니 뮤직 그룹의 산하에 있다.

## 소속 아티스트

### 솔로
- 데미 로바토 (2008년 ~)
- 셀레나 고메즈 (2009년 ~ 2014년)
- 브리짓 멘들러 (2011년 ~)
- 루시 헤일 (2012년 ~)
- 젠데이야 (2012년 ~)
- 벨라 손 (2013년 ~)
- 사브리나 카펜터 (2013년 ~)
- 올리비아 홀트 (2014년 ~)